# Perevàlne
Perevàlne (en (ucraïnès): Перевальне, en rus: Перевальное, Perevàlnoie) és un poble de la República Autònoma de Crimea a Ucraïna, que el 2021 tenia 4.980 habitants. Pertany al districte de Simferòpol.